# Nematus ribesicola
Nematus ribesicola är en stekelart som först beskrevs av Lindqvist 1949.  Nematus ribesicola ingår i släktet Nematus, och familjen bladsteklar. Arten är reproducerande i Sverige.